# Jeziorki Kosztowskie (przystanek kolejowy)
Jeziorki Kosztowskie – wąskotorowy przystanek osobowyBydgosko-Wyrzyskich Kolei Dojazdowych w Jeziorkach Kosztowskich, w gminie Wysoka, w Powiecie pilskim, w województwie wielkopolskim. Został oddany do użytku w dniu 21 lutego 1895 roku razem z linią kolejową z Białośliwia Wąskotorowego do Łobżenicy.